# Irak az 1968. évi nyári olimpiai játékokon
Irak a mexikói Mexikóvárosban megrendezett 1968. évi nyári olimpiai játékok egyik részt vevő nemzete volt. Az országot az olimpián 3 sportágban 3 sportoló képviselte, akik érmet nem szereztek.

## Birkózás
Kötöttfogású
| Versenyző            | Versenyszám | 1. forduló                    | 2. forduló        | 3. forduló        | 4. forduló        | 5. forduló        | 6. forduló        | Döntő             | Helyezés    |
| Versenyző            | Versenyszám | Ellenfél Eredmény             | Ellenfél Eredmény | Ellenfél Eredmény | Ellenfél Eredmény | Ellenfél Eredmény | Ellenfél Eredmény | Ellenfél Eredmény | Helyezés    |
| -------------------- | ----------- | ----------------------------- | ----------------- | ----------------- | ----------------- | ----------------- | ----------------- | ----------------- | ----------- |
| Ismail Al-Karaghouli | 63 kg       | Roman Rurua (URS) · kétvállas | visszalépett      | kiesett           | kiesett           | kiesett           | kiesett           | kiesett           | helyezetlen |

Szabadfogású
| Versenyző            | Versenyszám | 1. forduló                         | 2. forduló                   | 3. forduló             | 4. forduló                  | 5. forduló        | 6. forduló        | 7. forduló        | Döntő             | Helyezés    |
| Versenyző            | Versenyszám | Ellenfél Eredmény                  | Ellenfél Eredmény            | Ellenfél Eredmény      | Ellenfél Eredmény           | Ellenfél Eredmény | Ellenfél Eredmény | Ellenfél Eredmény | Ellenfél Eredmény | Helyezés    |
| -------------------- | ----------- | ---------------------------------- | ---------------------------- | ---------------------- | --------------------------- | ----------------- | ----------------- | ----------------- | ----------------- | ----------- |
| Ismail Al-Karaghouli | 63 kg       | José Luis García (GUA) · kétvállas | Enyu Todorov (BUL) · 3.5-0.5 | José Ramos (CUB) · 2-2 | Rusznyák József (HUN) · 1-3 | kiesett           | kiesett           | kiesett           | kiesett           | helyezetlen |

## Kerékpározás

### Országúti kerékpározás
| Versenyző    | Versenyszám   | Idő           | Helyezés      |
| ------------ | ------------- | ------------- | ------------- |
| George Artin | Mezőnyverseny | nem ért célba | nem ért célba |

### Pálya-kerékpározás
Sprintverseny
| Versenyző    | Versenyszám  | 1. forduló                                         | 1. forduló       | Vigaszág               | Vigaszág | 2. forduló             | 2. forduló | Vigaszág               | Vigaszág | Nyolcaddöntő           | Nyolcaddöntő | Vigaszág selejtező     | Vigaszág selejtező | Vigaszág döntő       | Vigaszág döntő | Negyeddöntő          | Elődöntő             | Döntő                | Helyezés    |
| Versenyző    | Versenyszám  | Ellenfelek Győztes idő                             | Hely.            | Ellenfelek Győztes idő | Hely.    | Ellenfelek Győztes idő | Hely.      | Ellenfelek Győztes idő | Hely.    | Ellenfelek Győztes idő | Hely.        | Ellenfelek Győztes idő | Hely.              | Ellenfél Győztes idő | Hely.          | Ellenfél Győztes idő | Ellenfél Győztes idő | Ellenfél Győztes idő | Helyezés    |
| ------------ | ------------ | -------------------------------------------------- | ---------------- | ---------------------- | -------- | ---------------------- | ---------- | ---------------------- | -------- | ---------------------- | ------------ | ---------------------- | ------------------ | -------------------- | -------------- | -------------------- | -------------------- | -------------------- | ----------- |
| George Artin | Férfi egyéni | Reginald Barnett (GBR) · Bob Boucher (CAN) · 11,34 | nem állt rajthoz | kiesett                | kiesett  | kiesett                | kiesett    | kiesett                | kiesett  | kiesett                | kiesett      | kiesett                | kiesett            | kiesett              | kiesett        | kiesett              | kiesett              | kiesett              | helyezetlen |

## Súlyemelés
| Versenyző           | Versenyszám | Nyomás   | Nyomás   | Szakítás | Szakítás | Lökés    | Lökés    | Összesen | Helyezés |
| Versenyző           | Versenyszám | Eredmény | Helyezés | Eredmény | Helyezés | Eredmény | Helyezés | Összesen | Helyezés |
| ------------------- | ----------- | -------- | -------- | -------- | -------- | -------- | -------- | -------- | -------- |
| Zuhair Elia Mansour | 67,5 kg     | 122,5    | 9.       | 110,0    | 14.      | 155,0    | 7.       | 387,5    | 11.      |